# Ohrady
Ohrady (bis 1948 slowakisch Kerť na Ostrove; ungarisch Csallóközkürt – bis 1907 Kürt, deutsch Kurth bzw. Sankt Stephan) ist eine Gemeinde im Südwesten der Slowakei mit 1362 Einwohnern (Stand 31. Dezember 2024). Sie gehört zum Okres Dunajská Streda, einem Teil des Trnavský kraj.

## Geographie
Die Gemeinde befindet sich im mittleren Teil der Großen Schüttinsel, einem Teil des slowakischen Donautieflands. Das Gemeindegebiet ist eben und wird intensiv landwirtschaftlich genutzt; kleinere Auwälder liegen nur noch beim Arm der Kleinen Donau im Norden und bilden das Naturschutzgebiet Klátovské rameno. Das Ortszentrum liegt auf einer Höhe von 114 m n.m. und ist sieben Kilometer von der mittelgroßen Stadt Dunajská Streda entfernt.

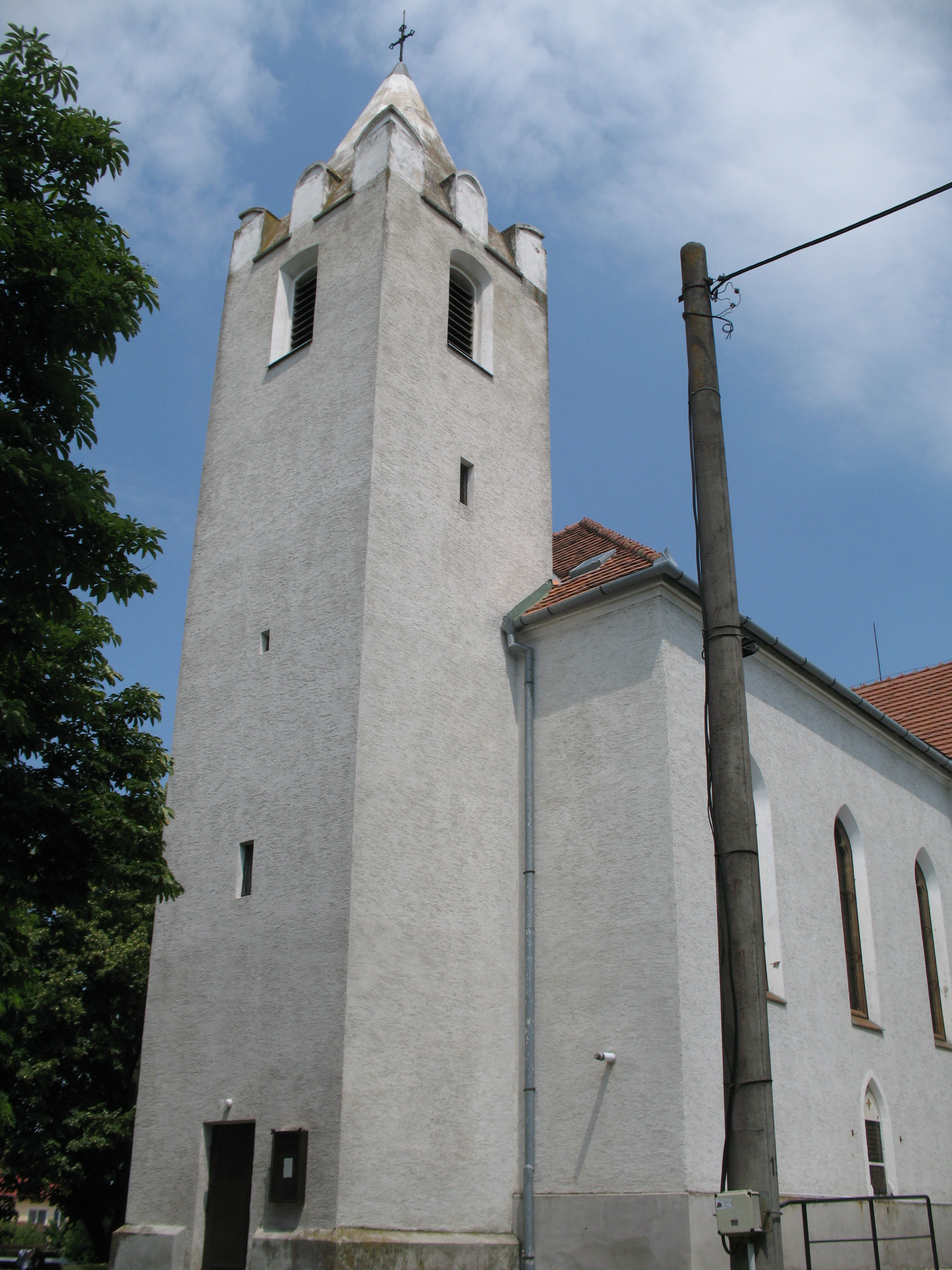
Kirche von Ohrady
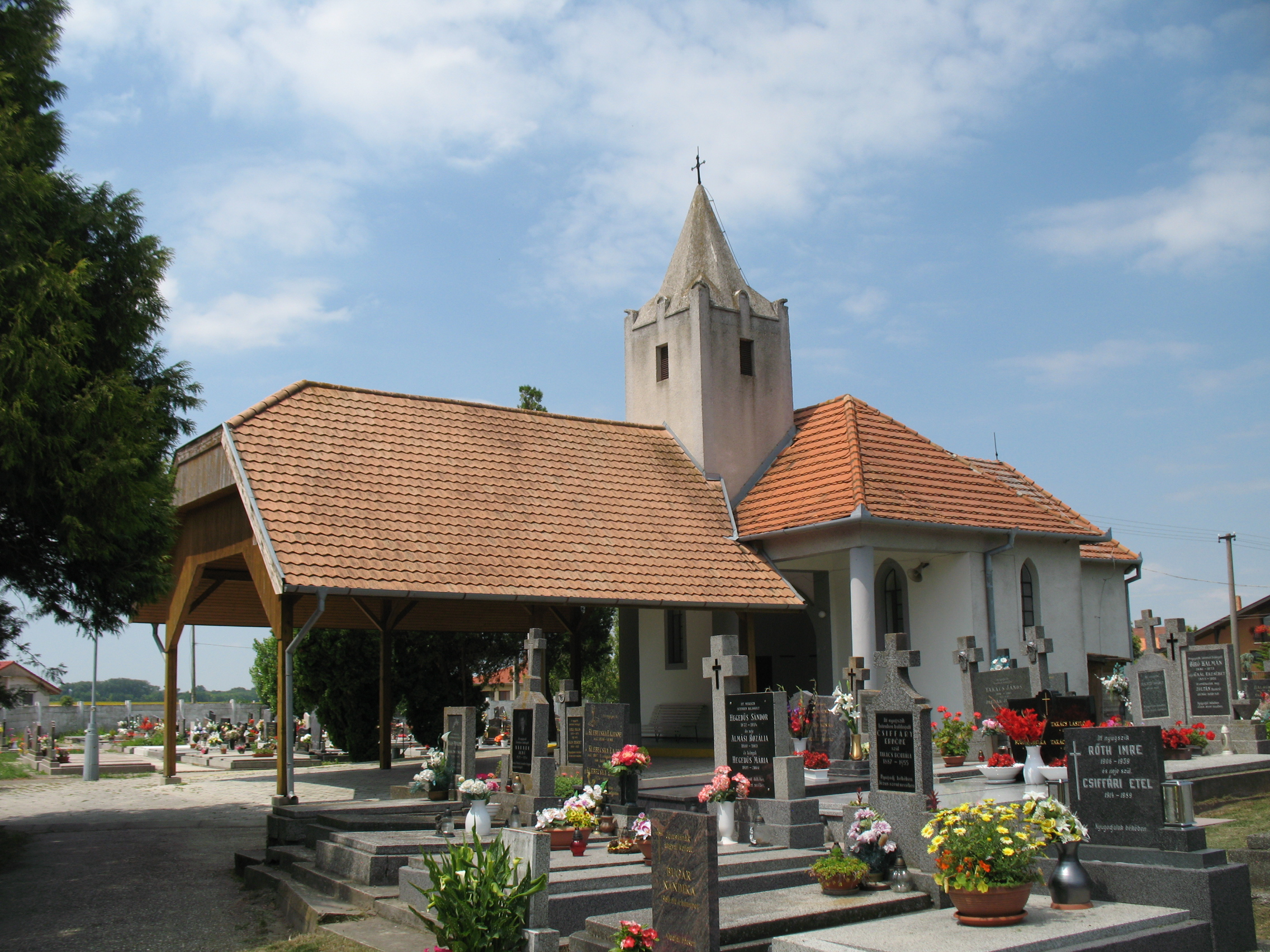
Aufbahrungskapelle
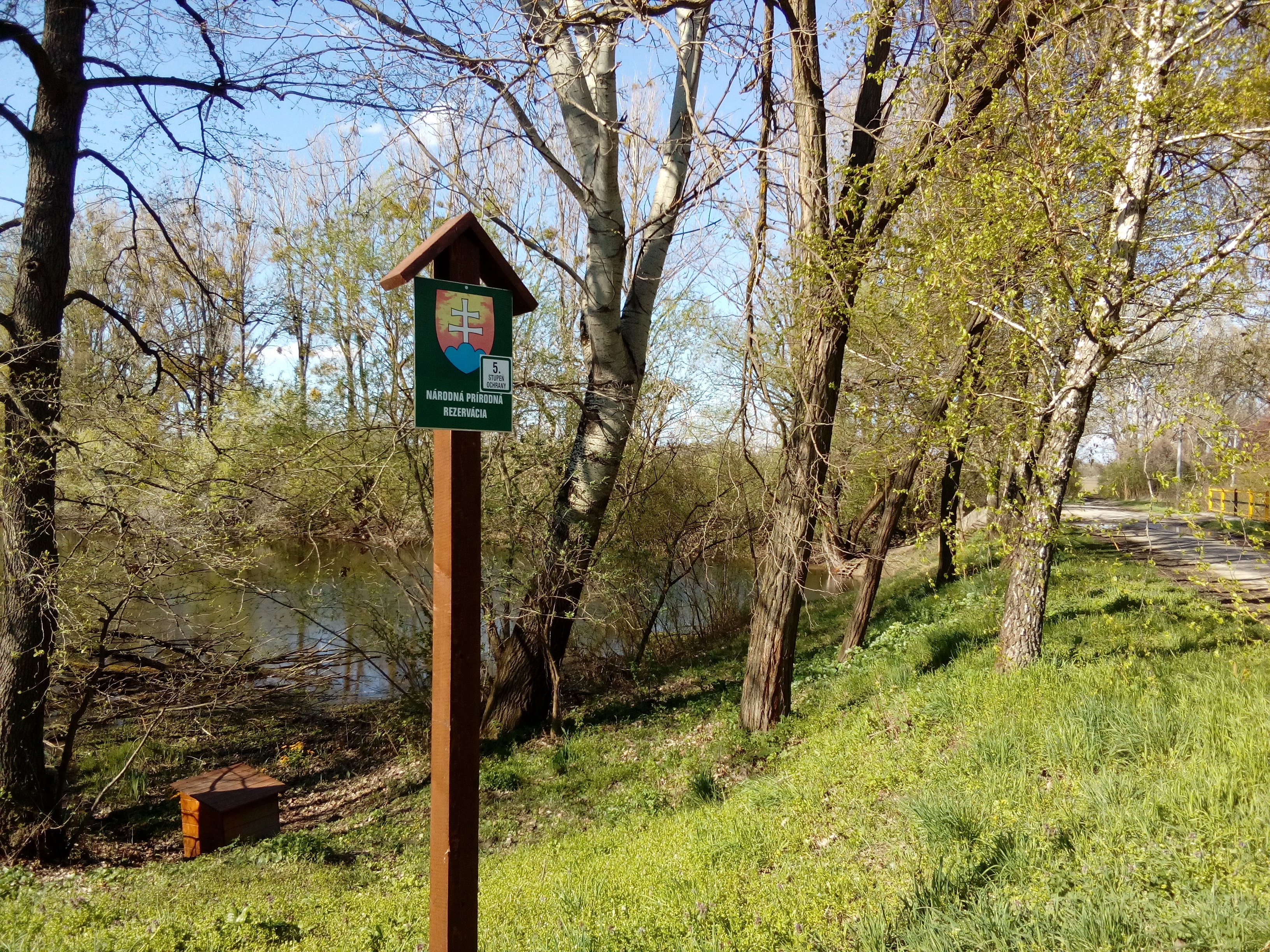
Naturschutzgebiet nördlich von Ohrady

Nachbargemeinden sind das sehr nahe Jahodná im Norden, Horné Mýto im Nordosten, Trhová Hradská im Osten, das sehr nahe Dolný Bar im Süden, Kútniky im Südwesten und Veľké Dvorníky im Westen.

## Geschichte
Der Ort wurde zum ersten Mal 1252 als Kurth schriftlich erwähnt, als Schenkung des arpadischen Königs Béla IV. an das Pressburger Kapitel, welches hier einen lukrativen Stör-Fischfang betrieb. Später gehörte die Ortschaft dem Herrschaftsgut von St. Georgen. 1720 gab es hier zwei Mühlen und acht Steuerpflichtige, 1828 zählte man 75 Häuser und 547 Einwohner, die von Fischfang, Landwirtschaft und Viehhaltung lebten.
Bis 1919 gehörte der im Komitat Pressburg liegende Ort zum Königreich Ungarn, ab 1919 kam er zur Tschechoslowakei und von 1938 bis 1945 aufgrund des Ersten Wiener Schiedsspruchs zur Republik Ungarn, nach Ende des Zweiten Weltkriegs fiel er zurück an die Tschechoslowakei und 1993 wurde er Teil der Slowakischen Republik.

## Bevölkerung
| Jahr                | 1994 | 2004    | 2014    | 2024    |
| ------------------- | ---- | ------- | ------- | ------- |
| Anzahl der Personen | 1157 | 1179    | 1250    | 1362    |
| Unterschied         |      | +1,90 % | +6,02 % | +8,96 % |

| Jahr                | 2023 | 2024    |
| ------------------- | ---- | ------- |
| Anzahl der Personen | 1356 | 1362    |
| Unterschied         |      | +0,44 % |

Nach der Volkszählung 2011 wohnten in Ohrady 1168 Einwohner, davon 1092 Magyaren, 70 Slowaken und ein Russe. Fünf Einwohner machten keine Angabe. 1051 Einwohner bekannten sich zur römisch-katholischen Kirche, 35 Einwohner zur reformierten Kirche, 16 Einwohner zur evangelischen Kirche A. B., vier Einwohner zu den Zeugen Jehovas, drei Einwohner zur evangelisch-methodistischen Kirche und ein Einwohner zur orthodoxen Kirche; ein Einwohner bekannte sich zu einer anderen Konfession. 34 Einwohner waren konfessionslos und bei 23 Einwohnern wurde die Konfession nicht ermittelt.

## Bauwerke
Die römisch-katholische Stephanskirche im gotischen Stil stammt aus dem 15. Jahrhundert, wurde im 18. Jahrhundert umgestaltet und 1933 erweitert.

## Gemeindepartnerschaften
Die Gemeinde unterhält Beziehungen mit zwei slowakischen und drei ungarischen Gemeinden, deren ungarische Namen den Bestandteil -kürt beinhalten:
- Mostová
- Strekov
- Tiszakürt
- Erdőkürt
- Hejőkürt